# 旗本先手役
旗本先手役（はたもとせんてやく）は徳川家康の時代にあった徳川家の軍制。旗本を自身の護衛のみではなく、積極的に戦闘に投入することを目的とした城下に常駐する部隊である。旗本一手役（はたもといってやく）とも言う。

## 創設過程
旗本先手役（以下、先手役）は家康が三河を統一した1566年（永禄9年）頃に行なわれた徳川家の軍制改正時に設立している。この改正により三河の侍衆は東三河衆（旗頭:酒井忠次）と、西三河衆（旗頭:石川家成、その後石川数正に交代）、そして家康直轄の旗本の三備に再編された。
先手役は上記の旗本内において、総大将家康の馬廻とは別に家康直属の機動部隊として新たに編制された。これ以前、家康は三河一向一揆で帰順した門徒家臣や門徒非家臣を旗本に加えることで、旗本の強化と自身の権力強化を行なっている。これにより1560年（永禄3年）の桶狭間の戦い時に200騎余とされた直臣団は一向一揆鎮圧後には600騎以上になったと推定される。先手役はこれら拡充した旗本があって初めて成り立ったものであった。
先手役は旗本部隊の先手として前線で戦闘を行うだけでなく、即応部隊としての側面も有する。よって旗本先手役に属する侍衆は家康の居城に常駐し、不意の出動に備えていた。家康の居城が移るに従い、彼らも岡崎城から浜松城、駿府城へとその居を移している。浜松城に常駐していた頃は東・西三河衆に対して先手役は「浜松衆」と呼ばれていた。
これら先手役の維持費は徳川家からの持ち出しとされ、徳川家による領国支配の深化や織田信長の経済支援によって賄われていたと考えられている。

## 前期
当時の家康直臣団は小領主が主体であり、三河の国衆や松平衆と異なり、単独で備等を編成できる者は少なかった。その為、旗本先手役は将に与力を付属させる寄騎同心制によって編制されている。
永祿9年の軍制改正時に本多忠勝・本多広孝・鳥居元忠等が先手役の将となり、忠勝には55騎の寄騎が付属されている。また1567年（永禄10年）には榊原康政が先手役に加わり与力4名を与えられ、1572年（元亀3年）の三方ヶ原の戦いでは先手役の将になっている。他にも大須賀康高・植村家存・植村正勝・小栗吉忠・大久保忠世・柴田康忠等が先手役の将となっている。彼らの多くは幼少から家康に仕えていた側近衆であった。家康は子飼いの彼らを先手役の将に抜擢することで国衆や他の松平一族を圧倒する力を手に入れることになる。
先手役は家康と共に遠江の侵攻戦から、姉川の戦いや武田氏との戦い・天正壬午の乱で活躍している。この間、以前より与力でなく同心衆だけを付属され田原城を与えられていた本多広孝を始め、1575年（天正3年）に大久保忠世が二俣城を、1582年（天正10年）には大須賀康高が横須賀城を与えられ城持衆になっている。また1576年（天正4年）には本多重次に100騎が付属され先手役に加わっている。

## 後期
1582年（天正10年）の甲州征伐により駿河を、その直後の本能寺の変によって勃発した天正壬午の乱により甲斐・信濃を新たに領国に加えた事は、当然ながら徳川家の軍制に大きな影響を与えた。新たに併呑した領国支配の為、先手役の鳥居元忠が甲斐の谷村城を、柴田康忠が信濃の田口城を与えられて城持衆となる。これにより浜松に常駐する先手役は本多忠勝・榊原康政のみとなった。
また同年、新たに井伊直政へ甲斐の侍衆を中心とした諸士を付属させた従来より規模の大きい2,000程度の先手役、後の赤備えが編制されている。この頃には他の先手役である本多忠勝や榊原康政、そして大須賀康高等の先手役から累進して城持衆となった者達の中にも戦時には別に寄騎が付属され、1,000から2,000程度の兵力を指揮する様になっている。彼らは1584年（天正12年）の小牧・長久手の戦いで活躍をし、また数の面でも東・西三河衆に対する城持衆も併せた家康旗本のそれは圧倒的なものとなっていた。

## 発展解消
この様な状況下で1585年（天正13年）に西三河衆旗頭である石川数正が突如、出奔するという事件が発生する。これを期に家康はこれまでの三備の制を改めて、新たな軍制改定を行う事になる。同年に豊臣秀吉との決戦を想定した陣立において、酒井忠次と並んで大須賀康高・本多忠勝・榊原康政・井伊直政等の先手役出身者が徳川家の主要指揮官に名を連ねる事になる。また、それまで先手役が担っていた旗本の先手は新たに創設された大番がその跡を襲う事になった。
これにより先手役は新たに付属されて併せて200騎を率い岡崎城代となった本多重次や、西三河衆にいたが石川数正出奔後に80騎を付属され新たに先手役に加わった内藤家長等を除いて、徳川家の主戦力となる形で発展解消することになる。ただし本多忠勝・榊原康政・井伊直政の所謂三傑（徳川四天王）は1590年（天正18年）の関東移封まで、先手役として家康の居城に常駐している。
彼ら三傑も関東移封後には大名として新たに采地を賜り、また本多重次は秀吉の癇気に触れ蟄居となり、内藤家長は大名となった。ここに戦国大名としての権力強化を目的として創設された旗本先手役は、関東移封を期に確立した徳川家の近世大名化を終点として名実ともにその役割を終えることになった。

## 参考資料
- 煎本増夫 『戦国時代の徳川氏』 新人物往来社 1998年